# Erin Hamlin
Erin Mullady Hamlin (New Hartford (New York), 19 november 1986) is een Amerikaanse rodelaarster. Hamlin vertegenwoordigde driemaal haar vaderland op de Olympische Winterspelen.

## Carrière
Op de wereldkampioenschappen rodelen 2005 in Park City eindigde de Amerikaanse op de vijftiende plaats. In het seizoen 2005/2006 debuteerde ze in het wereldbekercircuit. Tijdens de Olympische Winterspelen van 2006 in Turijn eindigde Hamlin op de twaalfde plaats. In Igls nam de Amerikaanse deel aan de wereldkampioenschappen rodelen 2007, op dit toernooi eindigde ze als vijfde. Samen met Tony Benshoof, Mark Grimmette en Brian Martin eindigde ze als vierde in de landenwedstrijd. Op de wereldkampioenschappen rodelen 2008 in Oberhof eindigde Hamlin als achtste, in de landenwedstrijd eindigde ze samen met Tony Benshoof, Christian Niccum en Dan Joye op de vijfde plaats. 
Tijdens de wereldkampioenschappen rodelen 2009 in Lake Placid veroverde de Amerikaanse de wereldtitel, door deze prestatie doorbrak ze een serie van 99 Duitse zeges in wereldbekerwedstrijden en internationale titeltoernooien. Samen met Bengt Walden, Mark Grimmette en Brian Martin eindigde ze als zesde in de landenwedstrijd. Gedurende het seizoen 2009/2010 finishte ze in Winterberg voor de eerste maal in haar carrière op het podium van een wereldbekerwedstrijd. Bij haar tweede deelname aan de Olympische Winterspelen in 2010 behaalde ze de 16e plaats.
In 2014 veroverde Hamlin de bronzen medaille op de Olympische Winterspelen in Sotsji. Ze is hiermee de eerste Amerikaanse rodelaarster die een Olympische medaille behaalde.

## Resultaten

### Olympische Spelen
| Jaar | Plaats      | Resultaten |
| ---- | ----------- | ---------- |
| 2006 | Turijn      | 12e        |
| 2010 | Vancouver   | 16e        |
| 2014 | Sotsji      | · 6e Team  |
| 2018 | Pyeongchang | 6e         |

### Wereldkampioenschappen
| Jaar | Plaats          | Resultaten      |
| ---- | --------------- | --------------- |
| 2005 | Park City       | 15e             |
| 2007 | Igls            | 5e 4e Team      |
| 2008 | Oberhof         | 8e 5e Team      |
| 2009 | Lake Placid     | · 6e Team       |
| 2011 | Cesana Torinese | 14e             |
| 2012 | Calgary         | 12e 6e Team     |
| 2013 | Whistler        | 6e 5e Team      |
| 2015 | Sigulda         | 4e              |
| 2017 | Igls            | · Sprint · Team |

### Wereldbeker
Eindklassement
| Seizoen   | Plaats                |
| --------- | --------------------- |
| 2005/2006 | 12e                   |
| 2006/2007 | 9e                    |
| 2007/2008 | 7e                    |
| 2008/2009 | 6e · Team             |
| 2009/2010 | 4e 5e Team            |
| 2010/2011 | 8e 5e Team            |
| 2011/2012 | 6e 5e Team            |
| 2012/2013 | 7e · Team             |
| 2013/2014 | 6e · Team             |
| 2014/2015 | 5e · Team             |
| 2015/2016 | 4e · 8e Sprint · Team |
| 2016/2017 | 4e · Sprint · 6e Team |
| 2017/2018 | 7e 6e Sprint 4e Team  |